# Лобања и кости
„Лобања и кости“ (енгл. Skull and Bones), позната још и као Братство смрти је тајно друштво које се налази у оквиру Универзитета у Јејлу у Конектикату, и једно је од најстаријих студентских друштва у САД. Друштво „Лобања и кости“ одржава одабир чланства у масонски инспирисаном давнашњем ритуалу, који је установљен 1832. године. Друштво високошколске установе чије је основно својство да надгледа активности је асоцијација Расел, која је названа по једном од чланова оснивача „Лобање и кости“.